# West Northamptonshire
West Northamptonshire ist eine Unitary Authority in der Zeremoniellen Grafschaft Northamptonshire in den East Midlands von England. Der offizielle Sitz ist  in Northampton.  West Northamptonshire wurde am 1. April 2021 durch die Fusion der drei Districts Daventry, South Northamptonshire und Northampton gebildet.